# Aspidoscelis burti
Espèce
Synonymes
- Cnemidophorus burti Taylor, 1938

Statut de conservation UICN

 LC  : Préoccupation mineure
Aspidoscelis burti est une espèce de sauriens de la famille des Teiidae.

## Répartition
Cette espèce est endémique du Sonora au Mexique.

## Taxinomie
Les sous-espèces Aspidoscelis burti stictogramma et Aspidoscelis burti xanthonota ont été élevées au rang d'espèce.

## Étymologie
Cette espèce est nommée en l'honneur de Charles Earle Burt.

## Publication originale
- Taylor, 1938 "1936" : Notes on the herpetological fauna of the Mexican state of Sonora. The University of Kansas science bulletin, vol. 24, no 19, p. 475-503 (texte intégral).